# Bruno Varela
Bruno Miguel Semedo Varela (nascut el 4 de novembre de 1994) és un futbolista professional portuguès que juga com a porter al Vitória Guimarães.